# イアン・フィリップス
イアン・フィリップス（Ian Phillips、1951年2月9日 - ）は、イギリスのレーシングチームマネージャー、モータースポーツジャーナリスト、雑誌編集者。
元・英国オートスポーツ誌編集ライター・編集長。レイトンハウス・マーチ、ジョーダン・グランプリでチームマネージャー職を歴任し、2011年ヴァージン・レーシングの最高執行責任者。現職はIan Phillips Motorsport Management Services 代表取締役チェアマン。British Racing Drivers' Club会員。

## 経歴
父はオックスフォードシャーの農家だったが、母と共にモーターレーシングが好きな家であった。
5歳の頃からクリケットやサッカーをしていたが、1959年、8歳の時にシルバーストン・サーキットに遊びに行った際に見たモータースポーツのとりこになって以後は、「ジャッキー・スチュワート二世になりたい」と夢見る少年時代を過ごす。パトリック・ヘッドとはお互いの父親が車を通じた友人だったこともあり旧知の仲だった。のちにヘッドがウィリアムズF1の一員になるのにもフィリップスは重要な役割を果たす。
ウスターにあるマルバーン・カレッジに学び、1969年7月、大学を卒業した3日後からイギリスオートスポーツ誌編集部にバイク便のメッセンジャーボーイとして出入りするようになった。半年ほど経つと、イギリス国内では多くある地域のローカルレースのレースリポート記事を書いてみるか？と言われ、編集部に文才を認められビッグレースの取材を担当するようになった。ちょうど同じころ、1969年9月にマーチ・エンジニアリングは立ち上げられ、フィリップスは取材を通じて主要人物と非常に親しかった。本人は「同じ年に始まって、自分とマーチは一緒に育ってきたようなもの」と述べている。
1973年からAUTOSPORTのそれまでで最年少の編集長となる。1976年まで続け編集長としてイギリス以外の11か国（日本も含む）でも同誌が販売される提携を広げた。
1976年、出版社を辞め、ドニントンパーク・サーキットのマネージング・ディレクターに就任し2年間同職でサーキット運営を取り仕切る。
1978年、F1ドライバーのグンナー・ニルソンのガン闘病を支援する活動「グンナー・ニルソン・キャリア・トリートメント・チャリティキャンペーン」を立ち上げる。結果的にニルソンは亡くなってしまったが、その後も家族をサポートした。
1980年にイアン・フィリップス・プレス＆PR社を設立し、レースジャーナリストとして活動。その前年あたりからF1界ではFISAのジャン・マリー・バレストルとFOCAのバーニー・エクレストンがレギュレーション変更や収益分配などで対立し、ストライキやボイコット騒動などF1の運営に混乱をもたらしたが、エクレストンの「バレストルに対抗できるやつが要る、そのための準備組織が必要だ」という意向を受けて、フィリップスはマックス・モズレーと共にエクレストンのオフィスに2ヵ月ほど詰め「世界モータースポーツ連盟」という組織を設立した。これはF1を仕切るFISAに対抗し、エクレストンが新たに興すF1新シリーズ構想のための組織で、これをジャーナリストとしてフィリップスはエクレストンのために作った。この組織が実際に機能することは無かったが、対立の和解案として1981年にコンコルド協定が制定され、FISA（バレストル）によるF1レギュレーション変更が、独断で一貫性のない気まぐれな変更になる事を防ぐ一助となった。
レイトンハウスに入る以前の1980年代中盤まで、日本のオートスポーツ誌への記事寄稿は続けられ、まだF1やヨーロッパF2の情報が限られた時代の日本に多くの情報をもたらしていた。このほか、シルバーストンサーキットのレースコメンテイター、モータースポーツを多く支援しているマールボロ(フィリップモリス社)のPRスポークスマネージメントなど、レースに関わる多様な役割で活動する。ヨーロッパF2に参戦していたブリヂストンタイヤのチーフ・スポークスマンも依頼され、この時に安川ひろし（ブリヂストン・モータースポーツ責任者）とも共に仕事をして懇意となった。
1986年、フィリップモリス社からの依頼で、同社のブランドであるマールボロドライバーのマイク・サックウェルが全日本F2選手権に参戦することになり、サックウェルのマネージメント兼フィリップモリスPR担当マネージャーとしての任を受けフィリップスは日本で仕事をしていた。日本ではF2への積極的なスポンサードを開始していたレイトンハウスの赤城明代表と知人になっていたが、レイトンハウスとして支援していた萩原光が事故死してしまったことで赤城はレース撤退も考えていた。ブリヂストンの安川ひろしが欧州F3000でその実力を知っていたイヴァン・カペリを赤城に紹介したのがこの時期で、カペリの人間性を気に入った赤城は彼を萩原光の後任として8月から全日本F2への復帰を決める。
同じころ、元々マーチの人々と親しかったフィリップスは、マーチのロビン・ハードもよく知っていたが、ハードから電話が入り「マーチでF1をやることにした。ドライバーはイヴァン・カペリで行こうと思う。チームを一緒に手伝ってくれないか？答えを24時間以内に欲しい」と言ってきた。
こうしてカペリ、赤城代表（レイトンハウス）、ハード（マーチ）とキーパーソンとなる人物全てとつながりがあったフィリップスがマーチF1計画のマネージング・ディレクターに就任したことで、このF1プロジェクトは1986年の夏から現実的に動き出した。ハードがカペリ起用を決めたのはスーパーライセンスを有していることと、国際F3000選手権でチャンピオンを獲得したカペリがマーチ・ユーザーであり、そのパイプが大きかったが、フィリップスが86年に日本のF2の現場にいたことで赤城と知り合い、レイトンハウスとマーチを結びつけていなければ、これは実現していなかっただろうと述べている。
1987年にマーチはレイトンハウスカラーでF1フルエントリーを開始。最初の年はカペリの1台体制で参戦したが、1988年から2台体制となりマウリシオ・グージェルミンとカペリのコンビになった。チームはF1で注目される結果も残していたが、1990年、やはり旧知の仲であるエディ・ジョーダンが自らのF3000チーム「EJR」のF1ステップアップ参戦に向けて動き出していることを知る。ジョーダンがこのことを打ち明けていたのはマシン設計を頼んでいたゲイリー・アンダーソンくらいしかいない段階だったが、そんな機密事項をフィリップスに打ち明けたのは、自分のチームに来てほしいからだった。
レイトンハウス・マーチの始まる瞬間から携わっているフィリップスは、赤城代表とカペリにどうしてもF1での優勝を達成してほしいと願い、それが最大の心残りだった。ジョーダンからの誘いが既に来ていた1990年の7月、フランスGPではその念願がかなう直前まで来てもいた。しかし一方で、フィリップスはこの4年の経験で、レイトンハウスの日本とイギリス両方の意見を擦り合わすために、チームの意思決定に非常に時間がかかることに対してはストレスに感じており、レイトンハウスでは決定に数か月かかってしまう事項がジョーダンでは2～3日で決められファクトリーですぐ物が作り始められる小回りの良さは非常に魅力があった。フィリップスは新たなチームが始まる瞬間に特別なものを感じ、ジョーダン入りを決める。
1990年11月からフィリップスはジョーダン・グランプリでコマーシャル&マーケティングディレクターとして任務に着いた（実際の契約書は1991年1月からの契約）。まずは7upにスポンサーとなってもらうことがジョーダンでの重要な任務だった。以後サソル、ベンソン&ヘッジスなどとのスポンサー契約をまとめたのもフィリップスであり、ジョーダンでF1を走ったすべてのドライバーと最初に契約交渉をするのも彼である。中でも、1991年8月にミハエル・シューマッハの最初のF1テストドライブがシルバーストンで行われたとき、オーナー監督のエディ・ジョーダンは別の交渉でイギリスにいなかった。テスト走行が始まりそのシューマッハの走りを見たフィリップスが「今すぐに彼（シューマッハ）を確保した方がいい！今すぐだ！」と電話でジョーダンに即断を求めたことで契約に至り、後にF1界で91勝を挙げる" 皇帝 "と呼ばれる男のデビューが決まったという有名な逸話を持つ。
以後、2003年を最後にエディ・ジョーダンがチームを手放して以後も、オーナーが変わり、チーム名をミッドランドF1(2005-06)、スパイカーF1(2007)、フォース・インディア(2008-)と変えていく中でもチームに残り、ビジネス事務局ディレクターの役職で支えていたが、2010年3月、フォースインディアオーナーのビジェイ・マリヤとの意見の相違も多くなり、20年在籍したチームから離れた。
2010年、イアン・フィリップス・モータースポーツ・マネジメント・サービス社を設立、チェアマンに就任。BBCによるF1ライブ中継のコメンテイターなどもつとめる。
2011年2月、ヴァージン・レーシングの最高執行責任者（COO）に就任。1年後に退任。